# Belltall
Belltall es una localidad española del municipio de Passanant i Belltall, perteneciente a la provincia de Tarragona, en la comunidad autónoma de Cataluña.

## Geografía
En los alrededores de Belltall se encuentran otras localidades como Ciutadilla, Pasanant, Forés y Rocallaura. Pertenece a la provincia de Tarragona, en la comunidad autónoma de Cataluña.

## Historia
Hacia mediados del siglo XIX, el lugar, por entonces con ayuntamiento propio, tenía contabilizada una población de 75 habitantes. Aparece descrito en el cuarto volumen del Diccionario geográfico-estadístico-histórico de España y sus posesiones de Ultramar de Pascual Madoz de la siguiente manera:

BELL TALL: l. con ayunt. de la prov, y dióc. de Tarragona (7 leg.), part. jud. de Momblanch (2 1/2), aud. terr. y c. g. de Barcelona (16 1/2): sit. en terreno montañoso á la libre influencia de los vientos con clima sano: tiene 18 casas, una igl. parr. y una fuente de buenas aguas para el surtido del vecindario. Confina el térm. con los de cuitadilla, Pasanant, Foros y Rocallaura estendiéndose 1/4 y 1/2 hora en estas direcciones. El terreno es áspero, escaso de aguas y mucha parte de rocas. Los caminos son locales y de herradura. El correo se recibe de Momblanch. prod. trigo, legumbres; cria poco ganado y caza. pobl. 20 vec., 75 alm. cap. prod. 1.292,266 rs. imp. 38,767.
Madoz, 1846, p. 154)

En 1857 el municipio de Belltall fue absorbido por el de Pasanant. Dicho municipio adoptó en 2005 el nombre de Passanant i Belltall, con el objetivo de «una mejor identificación de los dos principales núcleos de población que integran el municipio». En 2021, Belltall tenía empadronados 64 habitantes.